# Inferno e paradiso (manga)
Inferno e paradiso (天上天下?, Tenjō Tenge, lett. "Cielo e terra") è un manga del 1997. Arriva in Italia nel settembre del 2001, edito da Planet Manga. Il fumetto nasce dalla mente e dalle matite di Ogure Ito (in arte Oh! great), conosciuto grazie a diverse opere per lo più di genere erotico. Pur non essendo catalogabile in tale genere, in Inferno e paradiso è presente una notevole quantità di fanservice: sono infatti presenti ragazze particolarmente formose e attraenti e situazioni alquanto ammiccanti, soprattutto nel manga; nell'anime questi aspetti sono ridimensionati.
L'ultimo capitolo è stato pubblicato sul numero di settembre 2010 della rivista Ultra Jump (già in distribuzione il 19 agosto).
La versione animata dell'opera (edita in Italia da Panini Video), creata dallo studio Madhouse, copre con 24 episodi l'arco di storia di 14 numeri (cioè fino alla fine del flashback). Oltre alla serie animata vi è anche un OAV in due episodi, dove viene racchiusa tutta la storia passata del fumetto (epoca in cui Shin Natsume era ancora vivo), che riprende la trama laddove l'anime l'aveva lasciata.

## Trama
La storia prende luogo nel prestigioso Istituto Todou, il cosiddetto "paradiso dei combattenti", una scuola equivalente al liceo dove, invece delle discipline canoniche, viene insegnata esclusivamente l'arte del combattimento. In realtà non si ha modo di assistere a molte lezioni, perché i protagonisti passano la maggior parte del proprio tempo in giro per i corridoi o nel cortile a picchiarsi o, nel migliore dei casi, ad allenarsi nelle numerose palestre presenti nell'istituto.
Protagonisti indiscussi del manga sembrano essere, almeno per i primi due numeri, Soichiro Nagi e Bob Makihara, due nuovi studenti che, non appena arrivati a scuola, cominciano a sfidare chiunque incontrino sulla propria strada, finché non si imbattono in individui i cui poteri vanno ben oltre quelli dei normali combattenti incontrati fino a quel momento. Preso atto della propria debolezza, i due decidono quindi di aggregarsi al Club di Juken che, nonostante sembri essere il clan più forte dell'istituto, è composto da pochissimi membri a causa della storica rivalità con il Gruppo Esecutivo, una sorta di polizia interna alla scuola. Parte della storia è dedicata ad un lungo flashback in cui vengono spiegati i motivi delle controversie tra Maya Natsume, leader del Jukenbu, e Mitsuomi Takayanagi, che fa invece testa al Gruppo Esecutivo. Ma presto la trama si infittisce di legami tra vari personaggi che possono sembrare solo di passaggio per poi ritrovarli successivamente come parte attiva della storia.
Viene narrato il passato dei protagonisti e lo sviluppo di Bob e Soichiro. Si scopre la vera potenza di Soichiro e il motivo per cui poi viene rapito dal padre, Sohaku Kago. Soichiro è l'ultimo erede della Casata degli Esorcisti, una persona in grado di utilizzare lo spirito in maniera illimitata e di rubare le tecniche proprie dei casati avversari. Sohaku rinchiude Soichiro e lo fa combattere contro vari capifamiglia in modo che possa rubarne le tecniche. Nel frattempo utilizzando i suoi sottoposti del gruppo di F. tenta di rubare un chip con informazioni molto importanti. Mitsuomi Takayanagi che si pensava essere a capo di F in realtà non è altro che una pedina di Sohaku. Stufo di essere comandato con Maya Natsume e portandosi dietro Reiki la spada del fratello Shin Natsume vanno a liberare Soichiro e ad uccidere Sohaku.

## Personaggi

Masataka Takayanagi, uno dei protagonisti dell'anime

Soichiro Nagi (凪 宗一郎?, Nagi Sōichiro)
Doppiato da: Sōichirō Hoshi (ed. giapponese), Massimo Di Benedetto (ed. italiana)
Figlio di Sohaku Kago e Makiko Nagi. Ultimo erede della Casata degli Esorcisti. Riesce ad aprire il Chakra della Terra e quando lo fa i suoi capelli e le braccia diventano neri. Molto sicuro di sé, non è facile incutergli timore. Non si tira mai indietro dinanzi ad alcuna sfida, indipendentemente dall'avversario, anche perché adora combattere contro avversari forti. È innamorato di Maya Natsume ma non si è mai dichiarato anche se quando si scontra con alcuni membri degli Esecutori, insieme a Bob, tra cui Bunshichi e Emi quando dice che vuole diventare più forte lo fa solo per Maya perché ne è innamorato da quando lo ha scagliato fuori dalla finestra della scuola con un colpo solo, per lui è stato come un colpo di fulmine. Anche per questo motivo Soichiro non dà attenzione ad Aya, innamoratasi di lui a prima vista e che non gli ha mai nascosto i suoi sentimenti, tanto da definirlo spesso il suo promesso sposo. All'inizio è solo un teppista e fino alla fine si definirà tale, dicendo che alla sua maniera da teppista diventerà il più forte. Oltre ad essere l'erede designato della famiglia Nagi, gli esorcisti che diventando loro stessi dei demoni purificano e distruggono il male, Soichiro appartiene alla Casata del Teppistello, il cui potere è tutt'altro che simpatico quanto il nome, infatti Soichiro padroneggia il Pugno del Drago, che ha in sé il potere inconscio di sottrarre ai suoi avversari le tecniche di combattimento in modo così naturale da non rendersene conto, padroneggiandole poi alla perfezione, mentre il suo avversario, dopo aver combattuto con lui, non riesce nemmeno più ad utilizzarle, perché il drago nero, cioè Soichiro, mangia, assimila e annienta gli altri draghi, cioè i cancelli del chakra. Ciò avviene solo quando Soichiro si trasforma e i suoi capelli divengono neri. Appartenente al club Juken.
Bob Makihara (ボブ牧原?, Bobu Makihara)
Doppiato da: Shinichiro Miki (ed. giapponese), Claudio Colombo (ed. italiana)
Il migliore amico di Soichiro, non si sa molto di lui. Sembra essere un afroamericano (almeno per metà, essendo il suo cognome giapponese). È molto orgoglioso dei suoi dreadlocks, secondi solo al suo "coso", come lo chiama lui. È molto potente ma invidia la capacità di Soichiro. I suoi allenamenti si concludono sempre con lunghissime corse. Una volta che gli si sono rovinati i rasta ha tagliato i capelli cortissimi e si è fatto biondo. Innamoratissimo di Chiaki farebbe di tutto per proteggerla (sebbene in un'occasione la tradisca con 4 ragazze al servizio di Sugano), ragione per cui entra nel club Juken, per farla pagare a Ryuzaki, che l'ha malmenata e tentato di abusare di lei, e al comitato esecutivo, che ha dato ordine a Ryuzaki di attaccare lui e Soichiro.
Shin Natsume (棗 慎?, Natsume Shin)
Doppiato da: Shūichi Ikeda (ed. giapponese), Roger Mantovani (ed. italiana)
Fratello di Maya e Aya Natsume, è stato il fondatore del club Juken, e del Team Katana che ha conosciuto la sua fine grazie a Maya. Iperprotettivo nei confronti della sorella e geloso del suo rapporto con Mitsuomi. Adorava correre in moto e aveva l'Occhio del Drago cioè il potere di vedere passato futuro e fatti lontani. Tenuto sotto controllo dalla casata Takayanagi e padrone di Reiki. 7° dan di Karate. Viene indirettamente ucciso in uno scontro durante il Torneo Tellan da Mitsuomi.
Maya Natsume (棗 真夜?, Natsume Maya)
Doppiata da: Aya Hisakawa (ed. giapponese), Cinzia Massironi (ed. italiana)
Il "fodero di Reiki", come lei si è sempre definita. Innamorata, ricambiata, di Mitsuomi Takayanagi, la storia con Shin ha fatto in modo che loro due non potessero mai stare insieme, nonostante non sia a conoscenza dei sentimenti di Soichiro, lui non le è indifferente infatti in uno dei primi episodi dice ad Aya che se lui non fosse il suo promesso sposo se ne sarebbe potuta innamorare lei. Il suo scopo è mettere fine alla storia cominciata due anni prima con la morte del fratello. Molto potente ed esperta anche se non tra le più forti perché non ha nessun potere, Maya è in grado di modificare il suo corpo e presentarsi come una bambina di 5-6 anni e mantenere tutto il potere accumulato. Sa utilizzare il cancello del chakra del legno. Molti riconoscono nella sua debolezza e nei suoi errori la responsabilità della morte di Shin e di tante altre persone due anni prima. Alla fine del manga muore, ma prima riesce ad aiutare Soichiro a salvarsi dalla possessione del padre, risultando decisiva nella sconfitta del padre di Soichiro, che aveva ormai posseduto pienamente il figlio, dopo che Masataka le concede l'opportunità con un fortissimo colpo della Tempra dell'Ago.
Aya Natsume (棗亜夜?, Natsume Aya)
Doppiata da: Minori Chihara (ed. giapponese), Jenny De Cesarei (ed. italiana)
Seconda in famiglia ad avere l'Occhio del Drago. Si innamora di Soichiro Nagi forse proprio a causa del suo potere. Bella come la sorella ma non altrettanto forte, segue l'allenamento di Soichiro. Scopre che Soichiro non ricambia i suoi sentimenti e ruba Reiki alla sorella. Grazie alla spada il suo potere viene amplificato e quando lei piange comincia a piovere, lei rubò la spada anche perché era l'unica a non sapere che cosa fosse capitato a Shin due anni prima. Sa perfettamente che Soichiro ama Maya ma non si dà per vinta e segue il suo cuore, cosa che le impedisce di notare che Masataka è innamorato di lei. Quando quest'ultimo le confesserà i suoi sentimenti, lei le risponderà di amarlo a propria volta e che, se Soichiro non esistesse, sarebbe la persona che più ama al mondo, Masataka apprezza la sincerità della ragazza e quest'ultima gli spiega che il bene che tutti i suoi amici gli vogliono supera l'amore che lei prova per lui. Alla fine del manga sarà sempre innamoratissima di Soichiro e cerca ancora di fargli mangiare il pranzo da lei preparato, proprio come all'inizio.
Mitsuomi Takayanagi (高柳 光臣?, Takayanagi Mitsuomi)
Doppiato da: Toshiyuki Morikawa (ed. giapponese), Lorenzo Scattorin (ed. italiana)
Secondo in comando del Team Katana di Shin agli albori della storia, anche se lui era ancora al primo anno. Divenuto il più forte dell'istituto nello scontro in cui è morto Shin. Mette su il Comitato Esecutivo come lo conosciamo due anni dopo. Non si avvicina mai a Maya anche se ha fatto parte anche lui del Club Juken due anni prima. Fa un "colpo di Stato" per mettersi a capo della casata Takayanagi e delle 12 famiglie spodestando il padre che con il figlio Masataka Takayanagi si trasferisce e taglia tutti i ponti con la casata principale. A causa una vecchia ferita infertagli da Shin può combattere come un superuomo con velocità, forza, resistenza e riflessi sovrumani ma solo per 3 minuti, poi il suo corpo collassa. A causa del danno cardiaco inflittogli da Shin che ha super potenziato le sue capacità, però, Mitsuomi è anche condannato a morire entro tre anni da quell'attacco, poiché il suo corpo è impossibilitato a sopportare per un maggiore tempo una simile pressione sanguigna.
Masataka Takayanagi (高柳 雅孝?, Takayanagi Masataka)
Doppiato da: Tomokazu Seki (ed. giapponese), Paolo De Santis (ed. italiana)
Fratello di Mitsuomi. Si unisce al club Juken appena iscritto al liceo Toudou per contrapporsi al fratello. Tra i 2 c'è un rapporto di amore-odio ma non si incontrano molto. Viene descritto da Aya come le acque quiete che avvolgono e proteggono tutto con la loro pace. È molto forte ma non lo dà a vedere e solo in un paio di casi viene mostrata la sua vera potenza. È innamorato di Aya ma non si fa avanti conoscendo i sentimenti di lei per Soichiro. Quando si dichiarerà a lei, quest'ultima gli risponderà di amarlo, ma non quanto ama Soichiro. A sua volta accresce molto la sua forza e, nonostante appaia sin dall'inizio come un comprimario del protagonista Soichiro, alla fine ottiene una forza immensa, tale da poter sconfiggere persino suo fratello in uno scontro diretto. In quell'occasione, il padre di entrambi dichiara che in uno scontro tra grandi guerrieri vince quello con la difesa più forte, in questo caso Mitsuomi, ma proprio perché la differenza tra i due è così grande, nella sua piccolezza Masataka può vedere ogni singola apertura nella difesa di Mistuomi e quindi distruggerlo. Masataka, nella battaglia, ammette che la sola cosa che avrebbe voluto era fare male a suo fratello, riuscire a colpirlo, non ucciderlo o altro, gli bastava fargli sentire dolore, per potersi così avvicinare a lui, mentre Mitsuomi comprende che solo Masataka può batterlo perché è l'unico che l'ha perdonato per quello che ha fatto. Lo scontro tra i due si conclude con la vittoria di Masataka che, alla fine del manga, riuscirà a fermare Soichiro, posseduto dal padre dello stesso teppista, creando con la Tempra dell'Ago uno spiraglio dal quale Maya possa, prima di spirare definitivamente, usare la Reiki per sopprimere il potere di Sohaku e liberare Soichiro. Durante il combattimento con Soichiro perde una mano e, con l'altra, sferra un colpo così potente da distruggere completamente l'edificio in cui si trovavano ma, grazie alla sua straordinaria abilità, Soichiro non riporta esteriormente alcun danno, e la forza usata da Masataka consente a Soichiro di salvarsi. Sarà proprio quando Masataka sferra il suo colpo più forte il momento in cui quest'ultimo dice a Soichiro che anche lui gli vuole bene. Alla fine del manga, gli viene applicata una mano di metallo sostitutiva che gli permetta di muoversi in modo naturale come se ne avesse una vera. Diventa, inoltre, il capo del club di Juken.
Bunshichi Tawara (俵 文七?, Tawara Bunshichi)
Doppiato da: Kazuki Yao (ed. giapponese), Diego Sabre (ed. italiana)
Chiamato Double Impact Tawara probabilmente per la potenza immensa delle sue braccia (solo con l'onda d'urto di un braccio è capace di respingere la Tempra dell'Ago di Mitsuomi). Poiché ha ripetuto 3 volte l'ultimo anno all'ingresso di Soichiro e Bob a scuola lo troviamo ancora lì compagno di Mitsuomi. È stato l'unico a poter fermare Shin al massimo delle forze, gli piacciono molto le ragazze ed è un esperto estimatore del seno femminile. Lavora nel negozio di famiglia ed era la spalla di Shin ai tempi del Team Katana. Non appartiene a nessuna scuola di lotta e combatte senza esclusione di colpi ma è imbattuto in tutti gli anni di presenza al liceo. Bunshichi, nonostante sia gerarchicamente al di sotto prima a Shin due anni prima e a Mitsuomi nel presente, resta comunque il più potente di tutti. Per ironia, Bunshichi non solo è il più forte della scuola pur non appartenendo a nessuna casata marziale, ma è anche una persona a cui non piace combattere (quanto meno non gli piacciono gli scontri pericolosi) e che, diversamente da tanti altri, vorrebbe solo che la scuola fosse un posto normale e che tutti vivessero una normale e felice vita da studenti, senza combattimenti, feriti e morti. Proprio per la sua compassione, infatti, Shin non scelse lui per ucciderlo nel caso in cui fosse precipitato nell'oscurità e optò per Mitsuomi. Quest'ultimo e Bunshichi, alla fine, giungono al confronto diretto con in gioco le loro vite e Bunshichi viene colpito dal pugno decisivo di Mitsuomi, anche se, in realtà, Mitsuomi stesso spiega che se Bunshichi non avesse avuto tanta compassione nel cuore, sarebbe stato lui a morire, nell'ultimo volume si scopre poi Bunshichi fumare una sigaretta sopra un edificio e da li si capisce che in realtà non è morto, come si credeva, ma era stato colpito gravemente.
Emi Isuzu (五十鈴 絵美?, Isuzu Emi)
Doppiata da: Haruhi Terada (ed. giapponese), Alessandra Karpoff (ed. italiana)
Vicepresidente del Gruppo Esecutivo. Non solo è la seconda in comando di Mitsuomi, ma nutre per lui un profondo rispetto e amore, tanto da dichiarare di essere pronta a morire per lui se solo lo chiedesse. Per questo motivo vede Maya Natsume come un'avversaria da combattere. È specializzata nell'utilizzo di lame di ogni tipo, in particolare pugnali da lancio. Con le sue abilità riesce a nascondere a tutti la sua vera forma, che è quella di una ragazza parecchio obesa. Usando il ki, infatti, riesce a contrarre i grassi corporei al punto tale da farla apparire slanciata ed estremamente avvenente e, tra le pieghe del suo grasso, nasconde tutte le sue armi, che è in grado poi di far fuoriuscire come niente fosse, facendo sembrare che appaiano dal nulla. Se esaurisce il ki che possiede o subisce troppi danni da perderne il controllo, viene rivelato il suo vero aspetto.
Chiaki Kōnoike (鴻ノ池千秋?, Kounoike Chiaki)
Doppiata da: Ryōko Shiraishi (ed. giapponese), Rosa Leo Servidio (ed. italiana)
È la ragazza di Bob con cui convive. Conosce molto bene anche Soichiro. Non va nella stessa scuola dei due amici, ma si trova spesso coinvolta nelle situazioni difficili in cui si ritrovano, dimostrandosi una ragazza forte che incita Bob a non mollare.
Kagesada Sugano (菅野 影定?, Sugano Kagesada)
Soprannominato Scartina. È uno dei primi membri del club Juken, ma alla morte di Shin è rimasto traumatizzato ed ha una paura tremenda di Mitsuomi. Gli piace rimanere in disparte e circondarsi di ragazze che sono un po' le sue guardie del corpo, oltre ad essere le sue amanti con cui pratica la poligamia (in qualcosa è migliorato rispetto alla sua prima comparsa: due anni prima cercava di sviluppare efficaci tecniche di combattimento con le donne). Compagno di classe di Maya lei lo costringe ad unirsi al Juken in tempo per le eliminatorie di due anni fa. Era convinto di essere il più forte dell'istituto. Ancora adesso fa parte del club.

## Media

### Manga
Il manga scritto e disegnato da Oh! great è stato serializzato dal 18 ottobre 1997 al 19 agosto 2010 sulla rivista Ultra Jump edita da Shūeisha. I vari capitoli sono stati raccolti in ventidue volumi tankōbon pubblicati tra il 19 maggio 1998 ed il 19 novembre 2010.
In Italia la serie è stata pubblicata da Panini Comics sotto l'etichetta Planet Manga in due differenti edizioni. Nella prima, presentata nella collana Manga Universe, i volumi italiani corrispondono alla metà dei tankōbon giapponesi ed è uscita tra il 13 settembre 2001 ed il 27 agosto 2011 terminando con il 45° volume. La seconda invece, chiamata Inferno e Paradiso Collection, presenta i volumi identici a quelli giapponesi ed è stata resa disponibile dal 19 giugno 2008 all'8 ottobre 2011 per un totale di ventidue volumi.

### Anime

Copertina del quinto DVD italiano dell'anime

Un adattamento anime è stato creato dallo studio d'animazione Madhouse, diretto da Toshifumi Kawase e prodotto da TV Asahi e Avex Mode, una divisione del gruppo Avex Group. La serie, composta da un totale di ventiquattro episodi che coprono l'arco di storia di 14 numeri (cioè fino alla fine del flashback), è andata in onda in Giappone su TV Asahi dal 1º aprile al 16 settembre 2004. Successivamente furono prodotti due episodi OAV, trasmessi dalla stessa emittente il 16 marzo 2005 e pubblicati successivamente in home video. In quest'ultimi viene racchiusa tutta la storia passata del fumetto (epoca in cui Shin Natsume era ancora vivo), che riprende la trama laddove l'anime l'aveva lasciata. Il fanservice e le scene ecchi presenti nel manga sono state ridimensionate rispetto al manga. La sigla iniziale della serie televisiva e dell'OAV è Bomb A Head! V cantata da m.c.A.T mentre quelle di chiusura sono rispettivamente Aishitene motto di Aiko Kayō per la serie TV e Makenai di Minori Chihara per l'OAV.
In Italia la serie è stata presentata per la prima volta al Mantova Comics 2008 e pubblicata direttamente in DVD da Panini Video dal 4 giugno 2008 al 1º gennaio 2010.

## Accoglienza

### Manga
Il manga de Inferno e paradiso è descritto da Chris Beveridge di Anime On DVD come un "mix coinvolgente di azione e commedia mentre avvolge il tutto in una trama di grandi dimensioni che è abbastanza oscura e a volte molto violenta". Il suo creatore, Oh! Great, è noto per "aromatizzare" le sue opere con sesso sfrenato e violenza. Oh! Great usa il sesso come un aspetto importante della trama usandolo come un potente motivatore sia in senso negativo che positivo. Spesso fa riflettere i suoi personaggi sul significato e l'importanza del combattimento, nonché sul significato della forza. Questa deliberazione cosciente del ragionamento soggettivo e della verità oggettiva tra i personaggi è l'aspetto più imperativo della storia ed è considerata rara nei manga. Dani Moure di Anime On DVD ha detto che i lettori potrebbero trovare a volte la narrazione di Oh! Great come difficile da seguire e a volte la trama si svolge lentamente. Oh! Great è noto per i suoi personaggi che hanno le proporzioni del corpo irrealistiche, e Inferno e paradiso non è diverso su questo aspetto. La maggior parte dei personaggi femminili ha "seni ultra larghi" e i personaggi maschili sono straordinariamente muscolosi, ma questo facilita la personalità dei personaggi a emergere nei loro tratti distintivi. Nel complesso, il manga di Inferno e paradiso è stato ben accolto, avendo venduto oltre 10,7 milioni di copie e i suoi volumi sono stati regolarmente tra i primi venti manga più venduti per le classifiche giapponesi di Tohan e per le classifiche dei distributori di fumetti del Nord America Diamond Comic Distributors.

### Anime
L'anime de Inferno e paradiso è descritto come una versione notevolmente attenuata del manga, ma conserva ancora la maggior parte dello spirito dell'opera originale. Gran parte delle scene di nudo sono state rimosse dagli animatori, ma sono stati aggiunte delle allusioni sessuali, scollature gratuite e panty shot. Poiché l'anime è un adattamento fedele del manga, la critica alla trama è paragonabile a quella dell'opera cartacea. Alcuni recensori hanno ritenuto che l'anime fosse gestito in modo frenetico e mal pianificato e ciò ha reso la conclusione non soddisfacente anche con i due episodi OAV. L'animazione realizzata da Madhouse è considerata come ben fatta. Sono stati usati colori brillanti e vivaci, sfondi solidi e molti dettagli visibili con pochissimi pixel o movimenti frastagliati, ma a volte sono state impiegate delle ripetizioni delle animazioni dei personaggi. L'animazione delle scene di combattimento si svolge in tempo reale e viene eseguita nel modo più simile possibile alla realtà, anche se spesso viola le leggi della fisica. Kevin Gilvear di DVD Times trovò che le prime scene di combattimento fossero le "più intense viste negli anime più recenti". Carlo Santos di Anime News Network ha affermato che la qualità dell'animazione in queste scene diminuisce leggermente nel tempo, ma l'azione sembra comunque migliore rispetto alla media degli anime di combattimento. Sia il doppiaggio giapponese che quello inglese sono considerati come ben recitati, anche se quest'ultimo a volte era un po' irregolare. Secondo Patrick King di Anime News Network il doppiaggio inglese a volte presenta dei dialoghi "scarsi", il che gli fa perdere gran parte dello spirito della trama. Nel complesso, l'anime è considerato al di sopra della media, ma soffre della mancanza di un buon finale, principalmente perché copre solamente il primo arco narrativo della storia.
La colonna sonora originale della serie è considerata nella media. La maggior parte della musica si adatta bene all'impostazione del tono all'interno dell'anime, anche se alcuni recensori l'hanno trovata alquanto ripetitiva. Alcuni hanno trovato le tracce drammatiche come insoddisfacenti, anche se erano "ben eseguite". Per molti, il momento clou della colonna sonora è Bomb A Head! V di m.c.A.T, che è stata usata come sigla d'apertura.